# Zadunajské středohoří
Zadunajské středohoří (maďarsky Dunántúli-középhegység, též "Západní středohoří", Nyugati-középhegység) je pás vrchovin v západním Maďarsku. Táhne se od jihozápadu na severovýchod, od severního břehu jezera Balaton po Dunajské ohbí.
Mezi jeho součásti patří Bakoňský les, pohoří Vértes, Gerecse, Pilišské vrchy a Budínské vrchy. Jako součást Zadunají se do něj někdy počítají i Vyšehradské vrchy, které ale geomorfologicky patří do Severomaďarského středohoří.

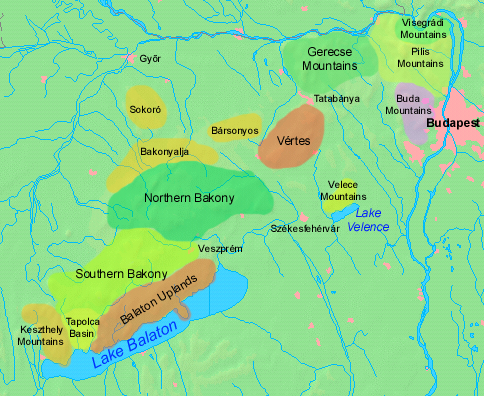
Zadunajské středohoří